# لیک مری رونن (مونتانا)
لیک مری رونن (به انگلیسی: Lake Mary Ronan) یک منطقهٔ مسکونی در ایالات متحده آمریکا است که در شهرستان لیک، مونتانا واقع شده‌است. لیک مری رونن ۲٫۷۲ کیلومتر مربع مساحت و ۶۵ نفر جمعیت دارد و ۱٬۱۵۵ متر بالاتر از سطح دریا واقع شده‌است.